# اس دي ك اف زد 124 فيسبا
اس دي ك اف زد 124 فيسبا (بالألمانية: SdKfz 124 Wespe) هو مدفع ذاتي الدفع ألماني استخدم خلال الحرب العالمية الثانية، اعتمد تصميمه على تصميم دبابة البانزر 2.

## تاريخ التطوير والصناعة

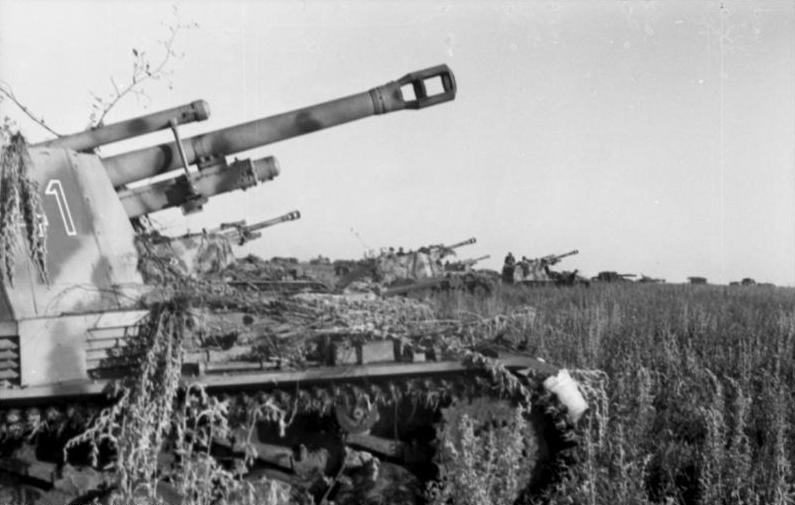
الفيسبا خلال معركة كورسك.

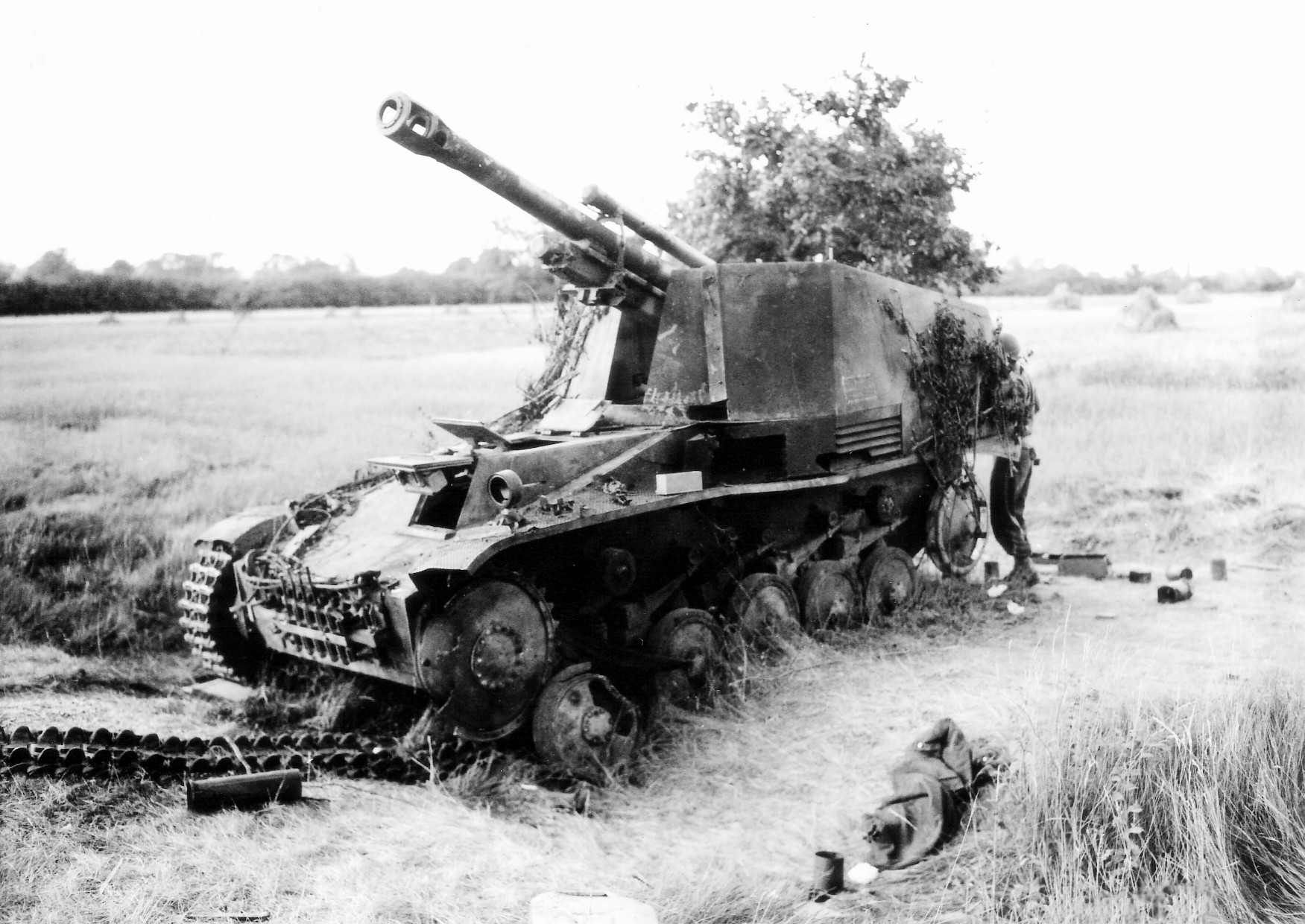
الفيسبا مدمرة في النورمندي سنة 1944.

حتى في أوائل سنة 1939 كان من الواضح أن أيام البانزر 2 (PzKpfw II tank) كانت معدودة بسبب افتقارها إلى السمك المناسب للدرع للحماية والقوة النارية الضعيفة كذلك، وكان إنتاج البانزر 2 موجودة ومستمرا، وعندما تلوح الحاجة في الجيش الألماني لامداده بمدفعية ذاتية الدفع البانزر 2 يتم اختيارها وتبديل برجها لتحمل هاوتزر 10.5 سم ال إي اف اتش (10.5-
cm (4,13-in) leFH 18 field howitzer)، أقصى سمك للدرع هو 18 مم (0.7 إنش).
نتج من هذا التصنيع والتطوير إنتاج الهاوتزر ذاتية الدفع المعروفة بفيسبا. ولها اسم (leFH 18/2
auf Fgst Kpfw II (Sf) SdKfz 124 Wespe) ولكن الجميع يعرفونها باسم فيسبا (Wespe).
هذه المدفعية ذاتية الحركة الصغيرة سرعان ما اكتسبت سمعة لأجل دقتها وصلابتها ولأنها متحركة وتكسب الجيش المرونة اللازمة للمناورة.

## في الجبهة الشرقية
عندما تم اصدارها للجيوش الألمانية في الجبهة الشرقية سنة 1943، في هذه الجبهة تم استعمالها كبطاريات لجنود فرق الدبابات والفرق المضادة للدبابات (Panzergrenadier) وتوضع كبطاريات من 5-6 مدفعية في الكتيبة (بالألمانية:Abteilung) بجانب مدفعية أثقل هي الهومل أيضا ذاتية الحركة.
و استخدمت من قبل الجيش الألماني البري (بالألمانية: Heer) وقوات النخبة الألمانية النازية (بالألمانية : Waffen-SS)

## النجاحية
الفيسبا حققت نجاحا كبيرا للغاية كمدفعية مساعدة حتى أن أدولف هتلر نفسه أمر بتحويل جميع دبابات البانزر 2 إلى الفيسبا، المركز الرئيسي لتصنيع وتطوير مدافع الفيسبا ذاتية الحركة كان في مدينة فامو البولندية، وكان الإنتاج سريعا للغاية حتى وصل إلى 682 نسخة في متوسط سنة 1944، وفي هذه السنة تم إيقاف تصنيعها ولكن ليس قبل اكتمال 158 نسخة بدون مدافع الهاوتزر، واستخدمت كناقلة ذخيرة مرافقة للفيسبا على طول الجبهة الشرقية.

## الفيسبا من الداخل
الفيسبا النوعية الداخلة في الصراع الكبير كان لها 5 أفراد كطاقم رئيسي (قائد، سائق، 3 مدفعيين)، ولها 32 طلقة مدفعية داخلها، بطارية الفيسبا كانت متحركة بشكل كامل، وكان يوجد شاحنات مخصصة لنقل الذخيرة والإمدادات لهذه المدفعية المتحركة، يوجد داخل الفيسبا راديو لتلقي الأوامر الخاصة ببدء إطلاق النار ولها مدى 10675 م (11675 ياردة).

## الخصائص
الفيسبا Wespe
- النوع : مدفعية ذاتية الدفع
- الطاقم : 5
- الوزن : 11000 كغ
- المحرك : محرك مايباخ واحد 6 سلندر ينتج قوة 140 حصان
- قياسات : الطول 4.81 م (15 قدم 9.4 إنش) العرض 2.28 م (7 قدم 5.75 إنش) الارتفاع 2.3 م (7 قدم 6.6 إنش)
- التسليح: مدفع هاوتزر 105 مم واحد، 7.92 مم ام جي 34 MG34.